# Habilitation de sécurité
Pour les articles homonymes, voir Habilitation.
 (janvier 2021).
Si vous disposez d'ouvrages ou d'articles de référence ou si vous connaissez des sites web de qualité traitant du thème abordé ici, merci de compléter l'article en donnant les références utiles à sa vérifiabilité et en les liant à la section « Notes et références ».
L'habilitation de sécurité est une procédure permettant à une personne d'avoir accès à des informations protégées. 

## L'habilitation de sécurité en France
L'habilitation de sécurité en France est régie par l' « Instruction générale interministérielle n° 1300 sur la protection du secret de la défense nationale » (dite « IGI 1300 »).

### Principes généraux
L’habilitation donnant accès à des informations secrètes fait partie d’un dispositif réglementaire important, auquel le candidat à l’habilitation sera sensibilisé par le fonctionnaire de sécurité de défense de son établissement. Tout détenteur d'une habilitation est ainsi informé de ses responsabilités, notamment pénales, à l'égard de la protection des informations secrètes.
Les différentes étapes de cette procédure sont soumission de la demande d'habilitation par la hiérarchie du service employeur ; le renseignement d'une notice individuelle de sécurité par l'intéressé ; l'instruction du dossier d'habilitation par le ministère de l'Intérieur ou des Armées.
Une décision d'agrément (forme spéciale d'habilitation) est prise lorsque la personne n'a recours aux informations protégées que de manière occasionnelle.
Toute décision d'habilitation aux informations ou supports protégés du domaine national, peut donner accès aux informations ou supports protégés du niveau correspondant et des niveaux inférieurs des domaines interalliés. Mais, une décision d'habilitation aux informations ou supports protégés du domaine allié ne donne pas accès aux informations ou supports protégés correspondants du domaine national.
Le retrait de l'habilitation se fait quand l'intéressé cesse de remplir les conditions nécessaires à sa délivrance, ou lorsque des éléments de vulnérabilité apparaissent.
Le fait d’être habilité est une condition nécessaire, mais non suffisante, pour avoir accès à une information classifiée. Il faut encore que la personne en question puisse invoquer le « besoin d'en connaître ». Autrement dit, une personne habilitée « Secret » aura accès uniquement aux dossiers classifiés S qui lui sont expressément nécessaires pour accomplir son travail.

### Niveaux d’habilitation
Les informations classifiées ou supports protégés font l’objet de règles de protection prévues par l’arrêté du 30 novembre 2011 portant approbation de l’instruction générale interministérielle sur la protection du secret de la défense nationale.
L’habilitation est aussi une mesure de protection des personnes dont le but est de les préserver si elles présentent des vulnérabilités.
Depuis la refonte de l'IGI 1300 en novembre 2020, il n'existe plus que deux niveaux d’habilitation : « Secret » et « Très Secret »,.

#### Habilitation «Secret»
Elle est réservée aux personnes pouvant connaître des informations ou supports protégés dont la divulgation non autorisée est de nature à nuire gravement à la défense nationale. Elle incorpore la totalité de l’ancienne habilitation « confidentiel défense » (avant novembre 2020).

#### Habilitation «Très secret»
Elle est réservée aux personnes pouvant connaître des informations ou supports protégés dont la divulgation non autorisée est de nature à nuire très gravement à la défense nationale et qui concernent les priorités gouvernementales en matière de défense.

#### Autres Habilitations
Il existe aussi des habilitations dans différentes types d’industries stratégiques et de défenses pour la France. Dans le nucléaire par exemple, l’une des habilitations de haut niveau est : « Pointe de diamant ». Il faut néanmoins être déjà habilité « secret » ou « très secret » pour avoir ces habilitations et leur validité dans le temps est inférieure à celle des habilitations « standard ».

### Conditions d’habilitation

#### Compétences
1. Le secrétaire général de la défense et de la sécurité nationale (SGDSN) est seul compétent pour accorder l'accès au niveau « Très Secret ».
2. Le haut fonctionnaire de défense et de sécurité (HFDS) est compétent pour habiliter les personnes au niveau « Secret ».
3. Dans chaque entité concernée, un fonctionnaire de sécurité de défense (FSD) est le relais du HFDS.

Pour effectuer une mission ou des travaux particuliers, une personne peut être amenée à solliciter une habilitation même si sa fonction ne figure pas au catalogue des emplois. Elle en fait alors la demande par la voie hiérarchique ou par l’intermédiaire du FSD de son établissement.
L’accès aux informations ou supports protégés n’est jamais un droit.
Deux conditions doivent être satisfaites pour qu’une personne puisse y avoir accès : être habilité et avoir le « besoin d’en connaître ».

##### Décision d’habilitation
C’est une décision nominative individuelle prise par le HFDS, après avis des services spécialisés.

##### «Besoin d’en connaître»
L’habilitation en elle-même ne suffit pas pour accéder sans limite à un document classifié au niveau correspondant. La seconde condition réside dans le besoin d'en connaître, c’est-à-dire la nécessité de prendre connaissance du document dans l’exercice de ses fonctions.
Une personne habilitée n'accède à une information ou à un support classifié que si son autorité hiérarchique estime que cet accès est nécessaire à l'exercice de sa fonction ou à l'accomplissement de sa mission. 
L'autorité hiérarchique apprécie de façon rigoureuse et mesurée le besoin de connaître des informations classifiées.

### Procédure d’habilitation
Toute personne susceptible de recevoir, manipuler, exploiter ou détenir des documents classifiés doit être habilitée. Le fonctionnaire de sécurité de défense (FSD) est notamment chargé d’effectuer cette vérification au sein de son établissement.
Le président ou le directeur général pour les établissements, le chef d'entreprise, etc. doivent désigner les personnels qui seront habilités. Les noms de ces agents sont communiqués au service du HFDS qui adresse aux intéressés une notice individuelle (modèle 94 A) et le premier volet de l’engagement de responsabilité qui doivent être renseignés, signés et retournés au HFDS accompagnés de trois photos d’identité récentes.
La décision d’habilitation est conditionnée par les résultats d’une enquête conduite par les services de sécurité compétents.
Si le candidat doit être habilité « Secret  », (c’est le catalogue des emplois qui le précise), le HFDS saisit le service de sécurité compétent. Le HFDS est libre d’habiliter ou non au vu de cet avis. 
Depuis la mise en place du système SOPHIA (Synergie pour l’Optimisation des Procédures d’Habilitation des Industries et de l’Administration), la DRSD tient les délais suivants dans 96 % des cas[réf. nécessaire] : depuis le 1er juillet 2021, les enquêtes pour les classification « Secret » et « Très Secret » ne peuvent excéder trois et six mois respectivement.

#### Durée de validité des décisions d’habilitation
Sous réserve du « besoin d’en connaître » défini ci-dessus, les durées de validité sont de sept ans pour « Secret » et cinq ans pour « Très Secret ».
Tout changement d’affectation d’un poste figurant dans le catalogue des emplois à un autre poste répertorié, ou que l’autorité compétente souhaite voir répertorier, implique obligatoirement une nouvelle décision d’habilitation.
De même, la hiérarchie concernée doit signaler au HFDS, dans les plus brefs délais, tout changement d’affectation (départs, retraite, mutation) sur les emplois répertoriés.

#### Cas particuliers

##### Habilitation des personnes étrangères
Les ressortissants étrangers, dans la mesure où ils sont affectés dans un emploi nécessitant l’accès à des informations classifiées ou supports protégés, justifié par le strict besoin d’en connaître, peuvent être habilités aux niveaux « Secret ».
Des documents portant, outre le niveau de classification, la mention « Spécial France » ne peuvent en aucun cas être communiqués à un ressortissant étranger, même s’il est habilité au niveau requis.

##### Convoyeur
Un document ou support classifié ne peut être transporté que par des personnes habilitées au niveau approprié ou par des personnels internes au service ou à l'organisme, titulaires d'une « décision de sécurité convoyeur ». Cette décision n'autorise en aucun cas à prendre connaissance d'informations classifiées.

#### Engagement de responsabilité
Toute personne ayant accès aux secrets de la défense nationale doit avoir été informée lors de son habilitation, et avant de signer l’« engagement de responsabilité », des obligations lui incombant et de l’engagement de sa responsabilité pénale.
L’engagement de responsabilité est un document qui se compose de deux volets :
- le 1er volet doit obligatoirement avoir été signé avant la première prise de connaissance d’information ou support protégés et doit être envoyé au HFDS en même temps que la notice individuelle 94A.
- le 2e volet doit être signé lorsque la personne quitte sa fonction ; il est conservé par le supérieur hiérarchique.

### Sanctions
Tout manquement aux règles de la protection du secret de la défense nationale constitue une faute professionnelle.
S’il entraîne, y compris par négligence ou imprudence, la destruction, le détournement, la soustraction, la reproduction ou la divulgation d’informations ou supports protégés, il constitue un délit pénal.
Il y a compromission lorsqu’il y a prise de connaissance certaine ou probable d’une information ou d’un support protégé par une ou plusieurs personnes non habilitées ou habilitées sans avoir besoin d’en connaître. La compromission est passible de sanctions pénales (articles 413-10 et suivants du code pénal).

### Protection des informations ou supports classifiés
La notion d’informations ou supports protégés recouvre les renseignements, procédés, objets, documents, données informatiques ou fichiers présentant un caractère de secret. Ils sont tous porteurs de cachets de couleur rouge faisant apparaître le niveau de classification.
Les documents classifiés doivent être réceptionnés à l’arrivée et enregistrés de manière séparée.
En dehors des périodes d’exploitation, et en tout état de cause en fin de journée, les documents classifiés doivent être rangés dans un coffre-fort ou une armoire forte.

#### Modalités d’envoi des documents
Tout document classifié est conditionné sous double enveloppe présentant les conditions de solidité et de sécurité maximales. L’enveloppe extérieure ne doit porter aucune mention susceptible de révéler qu’elle contient un document protégé. L’enveloppe intérieure contient les feuillets A et B du bordereau d’envoi. Le feuillet A est conservé par le destinataire, le feuillet B doit être retourné au service émetteur après émargement (accusé de réception).
Un document classifié ne peut être ni transmis par fax, ni être scanné pour cheminer par voie électronique.

#### Modalités d’utilisation des supports électroniques
Un document classifié sur support informatique (CD ROM ou Clé USB, par exemple) ne peut être lu que sur un ordinateur non relié à un Réseau informatique.
Lorsque le document est envoyé sur un support numérique, il convient de le traiter conformément à son niveau de classification.
En pratique, un tel support ne peut être utilisé que pour visualiser ou imprimer les documents sur un ordinateur défini et non connecté en réseau (sauf réseau sécurisé homologué et approuvé). À défaut, la procédure suivante doit être respectée :
- au-delà d'un certain niveau de confidentialité, l'ordinateur doit se trouver dans une salle protégée (cage de Faraday),
- déconnecter tout outil de connexion sans fil (Wi-Fi, Bluetooth),
- éteindre l'ordinateur et tous ses périphériques,
- débrancher le câble réseau, tout modem et tout câble connectant un périphérique sauf l'imprimante locale,
- remettre sous tension l'ordinateur et son imprimante,
- visualiser, imprimer si nécessaire,
- ne pas tenter de sauvegarder le document sur un autre support (notamment disque dur et clé USB),
- éteindre l'ordinateur et l'imprimante,
- reconnecter les cordons vers le réseau et les périphériques,
- remettre le matériel sous tension.

#### Destruction de documents
Après utilisation, les documents classifiés ne peuvent pas être simplement jetés. Ils doivent être détruits de façon qu’ils ne puissent pas être reconstitués, même de façon fragmentaire. La destruction ne peut être réalisée que par des personnes habilitées.
Les principaux modes de destruction sont l'incinération, le broyage et le déchiquetage. Un disque dur, par exemple, ayant contenu des informations classifiées, doit être coupé en morceaux par cisaillage.
Cette destruction doit être consignée sur un cahier d’enregistrement et est assortie d’une procédure particulière, pour le niveau « Très Secret ».